# Caraguatá
Caraguatá (hiszp. Arroyo Caraguatá) – potok w Urugwaju w Ameryce Południowej.
Źródło znajduje się w departamencie Rivera. Płynie stąd na południowy zachód przez departamenty Rivera i Tacuarembó. Przepływa przez miejscowości Paso de Las Piedras, Caraguatá, Paso del Sauce, Paso Livindo oraz Paso de Las Toscas. Uchodzi do rzeki Tacuarembó, dopływu Río Negro.